# Neoconocephalus colorificus
Neoconocephalus colorificus is een rechtvleugelig insect uit de familie sabelsprinkhanen (Tettigoniidae). De wetenschappelijke naam van deze soort is voor het eerst geldig gepubliceerd in 1869 door Walker.